# Comté de Hancock (Illinois)
Pour les articles homonymes, voir Hancock.
Le comté de Hancock, en anglais : Hancock County, est un comté situé dans l'État de l'Illinois, aux États-Unis. En 2010, sa population est de 19 104 habitants, estimée, en 2017, à 18 020 habitants. Son siège est la ville de Carthage.

## Démographie
Lors du recensement de 2010, le comté comptait une population de 19 104 habitants. Elle est estimée, en 2017, à 18 020 habitants.
| Groupe            | Comté de Hancock | Illinois | États-Unis |
| ----------------- | ---------------- | -------- | ---------- |
| Blancs            | 98,0             | 71,5     | 72,4       |
| Métis             | 0,9              | 2,3      | 2,9        |
| Autres            | 0,4              | 6,7      | 6,4        |
| Afro-Américains   | 0,3              | 14,6     | 12,6       |
| Asiatiques        | 0,2              | 4,6      | 4,8        |
| Amérindiens       | 0,2              | 0,3      | 0,9        |
| Total             | 100              | 100      | 100        |
|                   |                  |          |            |
| Latino-Américains | 1,0              | 15,8     | 16,7       |

Pyramide des âges du comté de Hancock (2000).

Selon l'American Community Survey, pour la période 2011-2015, 97,56 % de la population âgée de plus de 5 ans déclare parler anglais à la maison, alors que 1,13 % déclare parler l’espagnol et 1,31 % une autre langue.